# 유노타니촌 (이시카와현)
유노타니촌(湯ノ谷村)은 이시카와현 가호쿠군에 일찍이 존재했던 촌이다.

## 지리
- 현재 가나자와시 동부의 아사노강을 따라(맞은편에는 유노타니촌이 있다) 도야마현 난토시와 인접한 곳에 위치한다.

## 역사
- 1889년 4월 1일 - 정촌제 시행에 의해 22개 촌의 구역을 가지고 유노타니촌이 성립하였다.
- 1907년 8월 10일 - 가나우라촌, 유노타니촌, 이오젠촌이 합병해 아사카와촌이 성립하였다.